# Demoliendo hoteles
«Demoliendo hoteles» es una canción compuesta e interpretada por Charly García; es la pista número 1 de su disco Piano Bar de 1984. La revista Rolling Stone y la cadena MTV la ubicaron en el puesto número 16 de las mejores canciones de la historia del rock argentino. A nivel mundial, el sitio web recopilatorio de críticas musicales, Acclaimed Music, ubicó a «Demoliendo hoteles» como la nonagésima octava mejor canción lanzada en 1984.Asimismo, ocupó el quinto puesto de la lista de las 500 mejores canciones del rock iberoamericano confeccionada por la revista Al Borde en 2006.

## Historia
Charly García escribió la canción en el escenario político de la caída de la dictadura militar en Argentina (1976 - 1983) y la guerra de las Malvinas (1982). La democracia se había instalado el 10 de diciembre de 1983 bajo la presidencia de Raúl Alfonsín, pero parecía débil y amenazada por las injusticias militares y sociales exacerbadas durante la dictadura. Es sobre la base de este escenario político que el autor escribe la letra de la canción. Ese mismo año Charly se presentó en Mendoza para ofrecer un recital. En el hotel en donde se alojó tuvo un ataque de pánico y terminó destruyendo la habitación en donde se hospedó. Hizo múltiples destrozos entre los que se contaron un televisor, cortinas, cuadros, etc. Diecisiete años después, en ese mismo lugar, el hotel Aconcagua, protagonizó uno de los hechos más recordados en la historia del rock argentino, Charly se tiró desde el noveno piso hacia una piscina. Ese hecho también se vio reflejado en otra de sus canciones famosas: «Me tiré por vos», que aparece en el álbum Sinfonías para adolescentes. 